# Mastercastle
A Mastercastle olasz heavy/neoklasszikus/power metal zenekar.

## Története
2008-ban alakultak. Pier Gonella gitáros és Giorgia Gueglio énekes alapították. Hozzájuk csatlakozott Alessandro Bissa dobos és Steve Vawamas basszusgitáros, és így megalakult a Mastercastle.
Rögzítettek egy négy dalból álló demót, amelyet elküldtek a Lion Records-nak. A kiadó lemezszerződést ajánlott nekik, így a zenekar 2009-ben megjelentette első nagylemezét. Az első albumukról származó "Princess of Love" című dal több mint százezer megtekintést ért el a YouTube-on.
Ezután rögzítettek még egy demót és 2010-ben kiadták második stúdióalbumukat is.
2014 óta a Scarlet Records jelenteti meg a lemezeiket.
Zenéjük a heavy, neoklasszikus és power metal stílusokba sorolható, némi hard rock/gothic metal hangzással. Férfi és női ének egyaránt hallható zenéjük során.
Eddigi utolsó lemezüket 2017-ben adták ki.

## Diszkográfia
- The Phoenix (2009)
- Last Desire (2010)
- Dangerous Diamonds (2011)
- On Fire (2013)
- Enfer (de la Bibliothèque Nationale) (2014)
- Wine of Heaven (2017)